# Liste d'encyclopédies par langue
Cet article est une liste d'encyclopédies par langue dans laquelle elles sont ou ont été publiées.

## Albanais
- Dictionnaire encyclopédique albanais (sq) (Fjalori Enciklopedik Shqiptar), publié par l'Académie des sciences d'Albanie, première édition : 1985
- Encyclopédie de Yougoslavie (édition albanaise (1984) - la toute première encyclopédie publiée en albanais)
- Wikipédia en albanais (Wikipedia de shqip)
- Encyclopédie de l'art albanais (en) (Enciklopedia e artit shqiptar)

## Allemand
- Bertelsmann Lexikothek (de) (1967)
- Universal Lexicon ou Zedlersches Lexikon (1751-1754)
- Oekonomische Encyklopädie (de) (sous la direction de Johann Georg Krünitz, 242 volumes, 1773-1858)
- Brockhaus Enzyklopädie (1796, en tant que Conversations-Lexikon mit vorzüglicher Rücksicht auf die gegenwärtigen Zeiten (en)) et sa version plus courte, Der kleine Brockhaus (de)
- Universal-Lexikon der Gegenwart und Vergangenheit ou Pierers Universal-Lexikon (1824-1836 ; 7e édition 1888-1893)
- Meyers Konversations-Lexikon (1839-1855 ; 5e édition 1893-1897)
- Herders Conversations-Lexikon (de) (1854-1857 ; 2e édition 1875-1879)
- Kronprinzenwerk (en) (La monarchie austro-hongroise en mots et images) (1886-1902)
- Enzyklopädie des Märchens (1975-2015)
- Wikipédia en allemand (Deutsche Wikipedia)

## Anglais
- Academic American Encyclopedia
- Asian Encyclopedia of Law
- Banglapedia,
- Britannica Junior
- British Encyclopaedia, 1809, 6 volumes
- The British Encyclopedia, 1933, 10 volumes
- Book of Knowledge
- The Children's Encyclopedia
- Collins Encyclopedia of Scotland
- Columbia Encyclopedia
- Cambridge Encyclopedia, Cambridge University Press
- The Canadian Encyclopedia, aussi (fr)
- Collier's Encyclopedia (1951–1998)
- Compton's Encyclopedia, 26 volumes
- Dictionary of the Middle Ages, (1982–1989)
- Dobson's Encyclopædia
- The Domestic Encyclopedia (1802)
- Encyclopedia Americana,
- Encyclopaedia Biblica, publiée en 1899.
- Encyclopædia Britannica
- Encyclopædia Iranica
- Encyclopedia Judaica
- Encyclopedia of Associations,
- Encyclopedia of Distances Springer-Verlag 2009.
- Encyclopedia of Law
- Encyclopedia of New Zealand
- Encyclopaedia of Wales
- Wikipédia en anglais (2001)
- Wikipédia en anglais simple (2003)
- Funk & Wagnalls Standard Encyclopedia, (25 volumes, 1912)
- Global Encyclopedia
- Grolier Multimedia Encyclopedia
- Hutchinson Encyclopedia
- Kendal's Pocket Encyclopedia, (1802, seconde édition 1811)
- Low's Encyclopaedia, (1805-1811)
- The Minor Encyclopedia, (1803)
- Merit Students Encyclopedia (1967–1992)
- National Geographic Encyclopedia
- New American Cyclopedia, (1857–66)
- New American Desk Encyclopedia
- New International Encyclopedia, (1902–1927)
- The Nuttall Encyclopaedia, 1900
- Oracle Encyclopædia, 1895
- Pears Cyclopaedia
- The Penguin Encyclopedia
- The Poets' Encyclopedia
- Random House Encyclopedia
- World Book Encyclopedia

## Arabe
- Les Épîtres des Frères en pureté (IXe et Xe siècles)
- Al-ʿIqd al-Farīd (en) (Xe siècle)
- Encyclopédia arabe globale (en) (1996)
- L'Encyclopédie arabe (en) (1998)
- Wikipédia en arabe
- Mawdoo3 (en)
- Marefa (2007)

## Arabe égyptien
- Wikipédia en arabe égyptien : un Wikipédia en langue arabe égyptienne.

## Arménien
- Encyclopédie soviétique arménienne
- Wikipédia en arménien

## Azéri (Azerbaïdjanais)
- Encyclopédie soviétique azerbaïdjanaise (1976-1987)
- Wikipédia en azéri
- Encyclopédie nationale de l'Azerbaïdjan (2010)

## Bengali
- Vishwakosh - 22 volumes, édités par Rangalal Bandyopadhyay, Troilokyanath Mukhopadhyay et Nagendranath Basu
- Banglapedia

- Wikipédia en bengali

## Biélorusse
- Encyclopédie biélorusse soviétique (1969-1976) (Беларуская савецкая энцыклапедыя)
- Encyclopédie biélorusse (1996-2004) (Беларуская de энцыклапедыя)

- Wikipédia en biélorusse (orthographe classique)

## Bulgare
- Encyclopédie bulgare Danchovi Bros (1936) (Българска енциклопедия на Братя Данчови)
- Encyclopédie Concise bulgare (1963-1969) (Кратка de la енциклопедия de)
- Encyclopédie Bulgarie (1981-1997) (Енциклопедия България)
- Wikipédia en bulgare (Уикипедия на български език)

## Catalan
- Gran Enciclopèdia Catalana

- Wikipédia en catalan

## Cingalais
- Sinhalese Encyclopaedia (සිංහල විශ්වකෝෂය)
- Wikipédia en cingalais (සිංහල විකිපීඩියා)

## Chinois
| Date                      | Période                          | Titre                                         | Remarques |
| ------------------------- | -------------------------------- | --------------------------------------------- | --- |
| vers IVe siècle av. J.-C. | Période des Royaumes combattants | Er ya                                         | Premier dictionnaire encyclopédique chinois |
| vers IIe siècle av. J.-C. | dynastie Han                     | Shiben                                        | Première encyclopédie chinoise des origines, ouvrage perdu (en)                                                                                  |
| vers Ier siècle av. J.-C. | dynastie Han                     | Guanzi                                        | Encyclopédie composée de textes représentant les idées des différents courants de pensée de l’Académie Jixia, Liu Xiang                          |
| vers 222                  | Cao Wei                          | Huanglan                                      | Première encyclopédie chinoise pour l'empereur Cao Pi, ouvrage perdu                                                                             |
| 624                       | dynastie Tang                    | Yiwen Leiju                                   | Encyclopédie de la littérature, Ouyang Xun, 100 fascicules                                                                                       |
| 668                       | dynastie Tang                    | Fayuan Zhulin                                 | Encyclopédie bouddhiste chinoise, 100 fascicules                                                                                                 |
| 729                       | dynastie Tang                    | Kaiyuan Zhanjing                              | Première encyclopédie astrologique chinoise , Gautama Siddha , 120 fascicules                                                                    |
| 801                       | dynastie Tang                    | Tongdian                                      | Encyclopédie de l'histoire institutionnelle, Du You, 200 fascicules                                                                              |
| 978                       | dynastie Song                    | Taiping guangji                               | Collection de récits historiques et surnaturelles, Li Fang, 500 fascicules                                                                       |
| 983                       | dynastie Song                    | Taiping Yulan                                 | Encyclopédie de l'histoire et de la littérature, Li Fang, 1000 fascicules                                                                        |
| 985                       | dynastie Song                    | Wenyuan Yinghua                               | Anthologie de la littérature de la dynastie Liang à l'époque des Cinq Dynasties, Li Fang, 1000 fascicules                                        |
| 1013                      | dynastie Song                    | Cefu Yuangui                                  | Plus grande encyclopédie de la période Song, Wang Qinruo, 1000 fascicules                                                                        |
| 1088                      | dynastie Song                    | Mengxi Bitan                                  | Encyclopédie des phénomènes naturels, Shen Kuo, 30 fascicules                                                                                    |
| 1116                      | dynastie des Song du sud         | Tongzhi                                       | Encyclopédie de l'histoire, 200 fascicules |
| 1408                      | dynastie Ming                    | Encyclopédie de Yongle                        | Plus grande encyclopédie générale leishu (en), citations de 8 000 textes, 22,937 fascicules                                                      |
| 1609                      | dynastie Ming                    | Sancai Tuhui                                  | Encyclopédie illustrée dans de nombreux domaines de connaissances, 106 fascicules                                                                |
| 1621                      | dynastie Ming                    | Wubei Zhi                                     | Histoire encyclopédique des affaires militaires, 240 fascicules                                                                                  |
| 1627                      | dynastie Ming                    | Yuanxi Qiqi Tushuo Luzui                      | Encyclopédie illustrée chinoise des dispositifs mécaniques occidentaux, Johann Schreck, 3 fascicules                                             |
| 1637                      | dynastie Ming                    | Tiangong Kaiwu                                | Encyclopédie de la science et de la technologie, Song Yingxing, 18 fascicules                                                                    |
|                           | dynastie Qing                    | Jieziyuan Huazhuan                            | Encyclopédie de la peinture chinoise |
| 1726                      | dynastie Qing                    | Gujin tushu jicheng                           | La plus grande encyclopédie chinoise leishu (en) jamais imprimée, Chen Menglei, 852 408 pages, 10 000 fascicules                                 |
| 1773                      | Dynastie Lê (Vietnam)            | Vân đài loại ngữ                              | Encyclopédie vietnamienne en langue chinoise Lê Quý Đôn, 4 fascicules                                                                            |
| 1782                      | dynastie Qing                    | Siku Quanshu                                  | La plus grande collection de livres poratnt sur l'histoire , la philosophie et la littérature chinoises, Ji Yun, 79,000 fascicules               |
| 1917                      | République de Chine              | The Encyclopaedia Sinica                      | Première encyclopédie en langue anglaise sur la Chine, 1 volume                                                                                  |
| 1938                      | Chine                            | Cihai                                         | Premier dictionnaire encyclopédique moderne d'usage général, 2 volumes                                                                           |
| 1978                      | République populaire de Chine    | Encyclopédie de Chine                         | Première encyclopédie chinoise moderne de grande échelle, 74 volumes                                                                             |
| 1980-1993                 | Taiwan                           | Chinese Encyclopedia (en)                     | Encyclopédie illustrée à usage général, 10 volumes                                                                                               |
| 1985-1991                 | Chine moderne                    | Encyclopædia Britannica (traduction chinoise) | Encyclopédie à usage général, 11 volumes |
| 2002                      | Chine moderne                    | Wikipédia en wu                               | Première version encyclopédique de Wikipédia en langue chinoise, La version en wu fut mise en ligne en février 2002 précédant celle en mandarin. |
| 2002                      | Chine moderne                    | Wikipédia en chinois                          | Troisième encyclopédie en ligne par le nombre d'articles, la version en mandarin pour Wikipédia fut mise en ligne en octobre 2002.               |
| 2004                      | Chine moderne                    | Wikipédia en minnan                           | C'est la deuxième plus grande édition de la Wikipédia en langue chinoise. Elle fut mise en ligne en mai 2004.                                    |
| 2005                      | Chine moderne                    | Hudong                                        | Encyclopédie en ligne chinoise, la plus importante encyclopédie en chinois par le nombre d'articles                                              |
| 2006                      | Chine moderne                    | Baidu Baike                                   | Encyclopédie en ligne chinoise, la deuxième plus importante encyclopédie en chinois par le nombre d'articles.                                    |
| 2006                      | Chine moderne                    | Wikipédia en cantonais                        | Mise en ligne en mars 2006. |
| 2006                      | Chine moderne                    | Wikipédia en mindong                          | Mise en ligne en juillet 2006. |
| 2006                      | Chine moderne                    | Wikipédia en chinois classique                | Encyclopédie dont les articles portent, pour l'essentiel, sur lhistoire de la Chine. Mise en ligne en août 2006.                                 |
| 2006                      | Chine moderne                    | Wikipédia en gan                              | Mise en ligne en octobre 2006. |
| 2007                      | Chine moderne                    | Wikipédia en hakka                            | Mise en ligne en mai 2007. |

## Coréen
- Doosan Encyclopedia
- Encyclopedia of Korean Culture
- Global World Encyclopedia
- Great Korean Encyclopedia
- Jibong yuseol
- Wikipédia en coréen
- Kwangmyong Encyclopedia

## Croate
- Enciklopedija hrvatske umjetnosti (1995-1996) (Encyclopedia of Art croate)
- Filmska enciklopedija (1986-1990) (Encyclopedia Film)
- Encyclopédie générale de l'Institut Yougoslave lexicographique (OPCA enciklopedija Jugoslavenskog leksikografskog Zavoda)
- Hrvatska enciklopedija (1999-2007) (Encyclopédie croate)
- Istarska enciklopedija (2005) (istrienne Encyclopédie)
- Krležijana (1993-1999) (Encyclopédie de Miroslav Krleža)
- Medicinska enciklopedija (1967-1986) (Encyclopédie médicale)
- Pomorska enciklopedija (1972-1989) (Encyclopédie Navale)
- Proleksis enciklopedija (Proleksis enciklopedija)
- Tehnička enciklopedija (1963-1997) (Encyclopedia technique)
- Wikipédia en croate (Wikipedija na hrvatskom jeziku)

## Danois
- Salmonsens Konversationsleksikon
- Den Store Danske Encyklopædi
- Wikipédia en danois

## Espagnol
- Diccionario Enciclopédico Espasa
- Diccionario Enciclopédico Hispano-Americano de Literatura, Ciencias y Artes[2]
- El Nuevo Tesoro de la Juventud, publié par Grolier en 20 volumes
- Enciclopedia Cousteau Mundo Submarino
- Enciclopedia Encarta
- Enciclopedia universal ilustrada europeo-americana, Également connu sous le titre de Enciclopedia Espasa o Enciclopedia Espasa-Calpe
- Enciclopedia Estudiantil Editorial Codex
- Enciclopedia Labor
- Enciclopedia Libre Universal, Également connu sous le titre de Enciclopedia Libre
- Enciclopedia Temática Guinness
- Enciclopedia Salvat
- Monitor: enciclopedia Salvat para todos, 13 volumes, 1965–70
- Gran enciclopedia planeta, 20 volumes, 2004
- Nueva enciclopedia Durvan
- Nueva enciclopedia cumbre, 14 volumes
- Barsa (encyclopedia)
- El Libro de los 1001 porqués
- Enciclopedia Universal Micronet
- Enciclopedia Jurídica Online
- Gran Enciclopedia de Andalucía
- Gran Enciclopedia Aragonesa
- Gran Enciclopedia Asturiana
- Gran Enciclopedia Extremeña
- Gran Enciclopedia Gallega
- La Enciclopedia del Estudiante
- Lo sé todo
- Wikipédia en espagnol (Wikipedia en español)

## Espéranto
- Enciklopedio de Esperanto, Encyclopédie deux volumes sur les questions portant sur l'espéranto (Budapest 1934); réimprimer en un seul volume, sans les illustrations (1986)
- Esperanto en perspektivo Manuel encyclopédique sur les questions Espéranto (Rotterdam et Londres 1974)
- Wikipédia en espéranto (2001)

## Estonien
- Eesti Üleüldise teaduse Raamat ehk encyklopädia konversationi-lexikon par Karl Août Hermann (1900-1906)
- Eesti Entsüklopeedia (1932-1937)
- Eesti nõukogude entsüklopeedia (1968-1976)
- Eneke (1982-1986)
- Eesti nõukogude entsüklopeedia (ENE) (1985-1990) / Eesti entsüklopeedia (EE) (1990-2006)
- Wikipédia en estonien (2002)
- Estonica
- TEA entsüklopeedia (2008)

## Finnois
- Facta (1969-1974)
- Factum (2003-2005)
- Iso tietosanakirja (1931-1958)
- Otavan iso tietosanakirja - Encyclopedia Fennica (1960-1965)
- Tietosanakirja Pieni (1925-1928)
- Spectrum Tietokeskus (1976-1987)
- Tiedon Varikas Maailma (1972-1980)
- Tietosanakirja (1909-1922)
- Uusi Tietosanakirja (1960-1972)
- Wikipédia en finnois (Suomenkielinen Wikipedia)

## Français

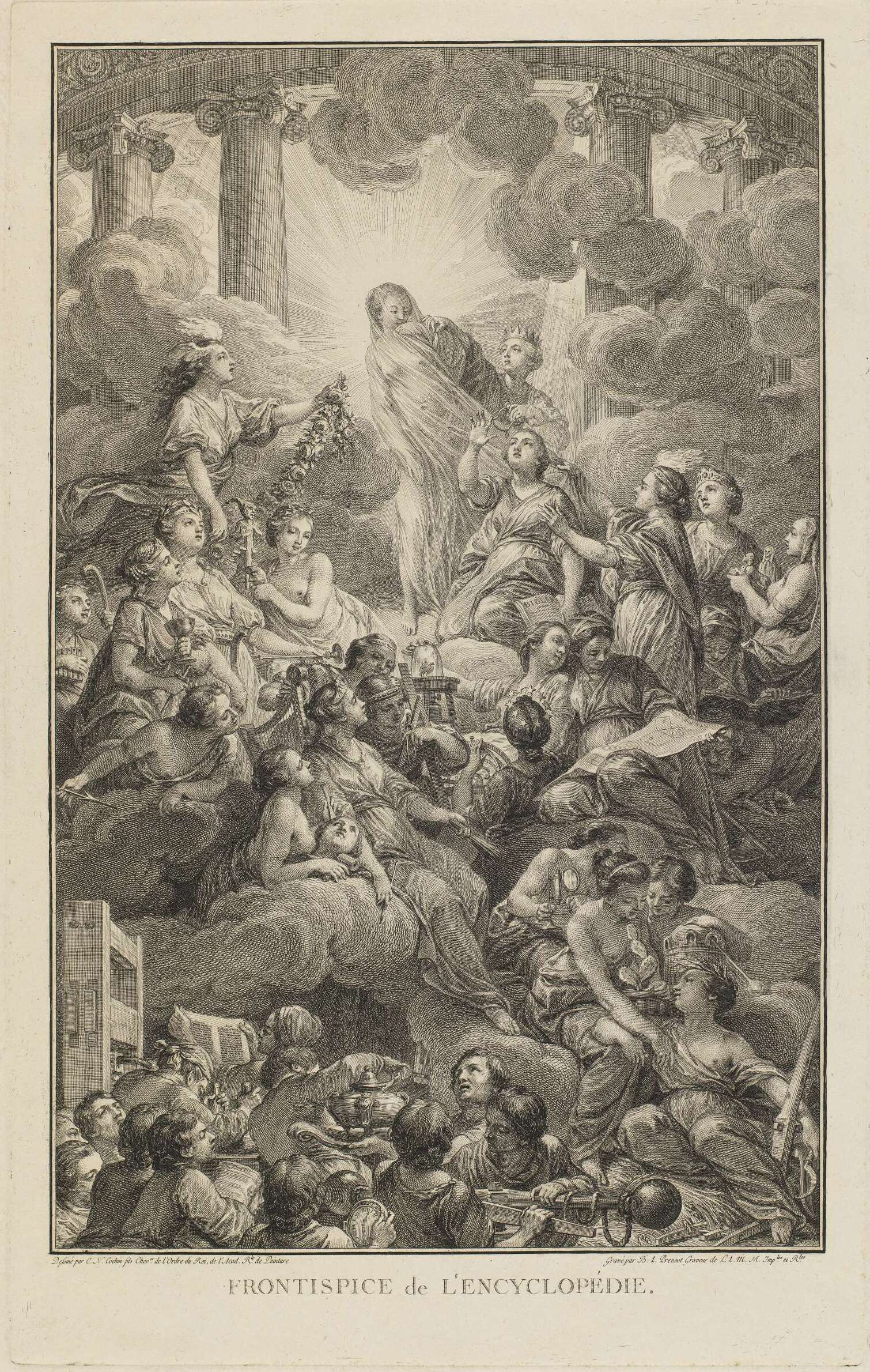
Page frontispice de lEncyclopédie ou Dictionnaire raisonné des sciences, des arts et des métiers (1772).

- Encyclopédie ou Dictionnaire raisonné des sciences, des arts et des métiers, de 1751 à 1772
- Encyclopédie méthodique (Charles-Joseph Panckoucke), de 1782 à 1832
- Encyclopédie nouvelle (Pierre Leroux et Jean Reynaud), de 1834 à 1841
- Grand Dictionnaire universel du XIXe siècle par Pierre Larousse, 15 volumes, de 1866 à 1876 + 2 suppléments en 1878 et 1888. Il s'agit précisément d'un dictionnaire encyclopédique bien que portant le nom de « dictionnaire ».
- La Grande Encyclopédie, 31 volumes, de 1886 à 1902
- Nouveau Larousse illustré - Dictionnaire universel encyclopédique, 7 volumes, de 1897 à 1904 + 1 supplément en 1907
- Le Petit Larousse, depuis 1905
- Encyclopédie française, 20 volumes, de 1932 aux années 1960
- Grand Larousse encyclopédique, 10 volumes, de 1960 à 1964 + 2 suppléments en 1968 et 1975
- L'Encyclopédie Bordas, 23 volumes, de 1968 à 1975
- Encyclopædia Universalis, de 1968 à 2012 (édition papier) ; existe aussi en version numérique (payante)
- La Grande Encyclopédie Larousse, 21 volumes (dont 1 volume index), de 1970 à 1976 + 1 atlas en 1978 + 2 suppléments en 1981 et 1985
- Encyclopédie berbère, depuis 1984
- L'Encyclopédie canadienne, depuis 1985
- Découvertes Gallimard, de 1986 à 2012 (collection principale)
- Encyclopædia Britannica (traduit en français)
- Wikipédia en français

## Galicien
- Enciclopedia Galega Universal (sur papier et en ligne)
- Gran Enciclopedia Galega Silverio Cañada (sur papier et DVD)
- Wikipédia en galicien (Wikipedia en galego)

## Gallois
- Gwyddoniadur Cymru yr Academi Gymreig (également en anglais)
- Encyclopaedia Cambrensis - Gwyddoniadur Cymraeg.
- Wikipédia en gallois

## Géorgien
- Encyclopédies écrits en géorgien
- Encyclopédie soviétique de Géorgie

- Wikipédia en géorgien

## Grec
- Lexique encyclopédique par P. Gerakakis, volumes I-V, 1861-1865 (Γερακάκης, Πέτρος. Λεξικόν * εγκυκλοπαίδειας: περιέχον τα κυριωτέρα των επιστημών και τεχνών)
- Suda (encyclopédie historique de l'ancien monde méditerranéen), (Xe siècle)
- Helios (Νεώτερον Εγκυκλοπαιδικόν Λεξικόν, Ήλιος), (1945)
- Papyrus Larousse Britannica (Πάπυρος - Λαρούς - Μπριτάννικα) (1975 à 2004)
- Wikipédia en grec (Ελληνική Βικιπαίδεια)

## Gujarati
- Bhagavadgomandal
- Gujarati Vishwakosh (1985–2009)
- Wikipédia en gujarâtî

## Hébreu
- Encyclopaedia Hebraica
- Encyclopedia of the Holocaust
- Wikipédia en hébreu

## Hindi
- Encyclopædia Britannica en Hindi (इनसाक्लोपिडिया ब्रिटानिका)
- Wikipédia en hindi
- CDAC Hindi Vishvakosh

## Hongrois
- Pallas Nagy Lexikona 1893–1900
- Révai nagy lexikona 1911–1935
- Tolnai Világlexikona 1912-1918, 1926–1930
- A Napkelet Lexikona 1927
- Uj Idők Lexikona 1936–1942
- Új Magyar Lexikon 1961–1972
- Magyar Nagylexikon 1993–2004
- Britannica Hungarica Világenciklopédia 1994–2001
- Pannon Enciklopédia
- Wikipédia en hongrois 2003-

## Ido
- Wikipédia en ido

## Indonésien
- Ensiklopedi umum dalam bahasa Indonesia
- Ensiklopedi Nasional Indonesia
- Ensiklopedi Islam
- Wikipédia en indonésien (Wikipedia in Indonesia)

## Islandais
- Íslenska alfræðiorðabókin A-Ö
- Wikipédia en islandais

## Italien
- Dizionario Biografico degli Italiani[3]
- Enciclopedia Biografica Universale, Treccani
- Enciclopedia italiana di scienze, lettere ed arti (1929–1960)
- Dizionario enciclopedico italiano (1955-)
- Dizionario storico della Svizzera[4]
- Federico II. Enciclopedia fridericiana, a three volumes encyclopaedic work, entirely devoted to the emperor Frederick II and his time
- Lo sé todo (es)
- Wikipédia en italien

## Japonais
- Encyclopedia Nipponica
- Wakan Sansai Zue
- Wikipédia en japonais

## Kazakh
- Wikipédia en kazakh

## Kirghize
- Wikipédia en kirghize

## Kurde
- Kurdistanica (1992)
- Wikipédia en kurde

## Latin
- Nine Books of Disciplines par Marcus Terentius Varro
- Naturalis Historia de Pline l'Ancien
- Etymologiae d'Isidore de Séville
- Speculum Maius de Vincent de Beauvais
- De proprietatibus rerum de Bartholomeus Anglicus
- Liber de natura rerum de Thomas de Cantimpré
- Fons memorabilium universi de Domenico Bandini d'Arezzo
- Wikipédia en latin

## Léonais
- Llionpedia (2009)
- Wikipédia en léonais

## Letton
- Wikipédia en letton (2003)
- Latviešu konversācijas vārdnīca, 1927-1940
- Latvijas padomju enciklopēdija, 1981-1988

## Lituanien
- Wikipédia en lituanien

## Macédonien
- Encyclopedia of Yugoslavia (Macedonian edition - the very first encyclopedia published in Macedonian)
- Wikipédia en macédonien (Википедија)

## Malayalam
- Srava Vijyana Kosham
- Viswa Sahitya Vijnanakosam
- Puranic Encyclopedia Vettom Mani Published by DC Books
- Malayalam Britannica
- Wikipédia en malayalam

## Malgache
- Rakibolana Rakipahalalana
- Wikipédia en malgache

## Néerlandais
- Winkler Prins, publiée en version imprimée entre 1870 et 1993
- Oosthoek, publiée entre 1907 et 1981
- Christelijke Encyclopedie, publiée entre 1926 et 2005
- Eerste Nederlandse systematisch ingerichte Encyclopaedie, publiée entre 1946 et 1952
- Standaard Encyclopedie, publiée entre 1969 et 1974 par Standaard Uitgeverij Antwerpen[5],[6]
- Grote Nederlandse Larousse Encyclopedie, publiée entre 1971 et 1979
- Grote Spectrum Encyclopedie, publiée entre 1974 et 1980
- Encyclopedie van de Vlaamse Beweging publiée pour la première fois en 1975
- Nieuwe Encyclopedie van de Vlaamse Beweging publiée en 1998
- Wikipédia en néerlandais, l'édition en langue néerlandaise de Wikipedia, créée en 2001

## Népalais
- Wikipédia en népalais

## Norvégien
- Store norske leksikon
- Caplex
- Wikipédia en norvégien (bokmål)
- Wikipédia en norvégien (nynorsk)

## Ourdou
- Mohazzabul Lughat India
- Shahkar Islami Encyclopedia
- Shahkar Encyclopedia Pakistan
- Shahkar Encyclopedia Falakiat (Encyclopedia Astronomy)
- Shahkar Encyclopedia Ijadat (Encyclopedia Inventions)
- Wikipédia en ourdou

## Ouzbek
- Wikipédia en ouzbek

## Persan
- Treasure Box of Knowledge (1993)
- Encyclopedia of Sophistication (2003)
- Wikipédia en persan (2004)
- The Encyclopedia of Iranian Old Music (2000)
- Encyclopaedia of Persian Language and Literature
- Encyclopedia of Iran and Islam
- Encyclopedia of Islam World
- Encyclopedia Islamica
- Dehkhoda Dictionary (Loghatnameh Dehkhoda)
- The Persian Encyclopedia

## Polonais
- Nowe Ateny Albo Akademiia Wszelkiej Sciencyi Pełna, Na Różne Tytuły Jak Na Classes Podzielona, Mądrym Dla Memoryjału, Idiotom Dla Nauki, Politykom Dla Praktyki, Melankolikom Dla Rozrywki Erygowana, (1745-1746)
- Zbiór potrzebniejszych wiadomości, (1781)
- S. Orgelbranda Encyklopedia Powszechna, édition I (1859-1868), édition II (1872-1876), édition III (1898, "Orgelbranda Encyklopedia powszechna z ilustracjami i mapami") - 28 vols
- Encyklopedia ogólna wiedzy ludzkiej, (1872-1877) - 12 vols
- Encyklopedia Powszechna Kieszonkowa, (1888)
- Wielka encyklopedia powszechna ilustrowana, (1890-1914) - 55 volumes
- Encyklopedia staropolska ilustrowana, (1900-1903) - 4 volumes
- Encyklopedia podręczna ilustrowana według 2 najnowszego wydania "Macierzy Polskiej" we Lwowie, uzupełniona i opracowana do użytku naszych czytelników, (1906) - 4 volumes
- Encyklopedia popularna ilustrowana treść wszystkich gałęzi wiedzy ludzkiej, podana przystępnie, (1909-1912) - 4 volumes
- Ilustrowana encyklopedia, (1925-1938) - 6 volumes
- Encyklopedia Powszechna Ultima Thule, (1927-1939) - 10 volumes
- Wielka ilustrowana encyklopedia powszechna, (1929-1938) - 20 volumes
- Wielka Encyklopedia Powszechna PWN, (1962-1970) - 13 volumes
- Encyklopedia powszechna PWN (pl), (1973-1976) - 4 volumes et un supplément en 1988
- Popularna encyklopedia powszechna, (1994-1998) - 20 volumes
- Encyklopedia Polski (Encyclopedia of Poland), 1996
- Britannica (Encyclopedia Britannica - polish edition), (1997-2005) - 49 volumes
- Wielka Encyklopedia PWN, (2001-2005) - 31 volumes
- Encyklopedia białych plam, (2000-2006) - 20 volumes
- Nowa encyklopedia powszechna PWN, (2004) - 8 volumes
- Wielka encyklopedia Oxford, (2008) - 20 volumes
- Encyklopedia nowej generacji E2.0, (2008)
- Encyklopedia Powszechna PWN (2009), (2009-2010) - 30 volumes
- Internet PWN Encyclopedia (Internetowa encyklopedia PWN), est une encyclopédie Internet gratuite publiée par PWN, version en ligne de la Nowa Encyklopedia Powszechna PWN
- Wikipédia en polonais

## Portugais
- Biblioteca Universal
- Diciopédia
- Infopédia
- Barsa (encyclopedia)
- Grande Enciclopédia Portuguesa e Brasileira (depuis 1936) - 40 Volumes
- Enciclopédia Luso-Brasileira de Cultura - 22 volumes
- Enciclopédia Verbo Edição Século XXI - (depuis 1998) - 29 volumes
- Wikipédia en portugais

## Roumain
- Enciclopedia Română (1899–1904)
- Enciclopedia Cugetarea (1940, 1999)
- Lexiconul Tehnic Român (1948–1968)
- Dicționar enciclopedic român (1962–1966)
- Wikipédia en roumain

Également, des encyclopedies écrites en moldave :  
- Moldavian Soviet Encyclopedia ("Enciclopedia sovietico-moldoveană"), 1970-1981.
- Popular Medical Encyclopedia ("Enciclopedia medicală curentă"), 1984.
- Encyclopedia of Literature and Art of Moldavia ("Enciclopedia literaturii și a artei din Moldova"), 1985-1986.
- Wikipédia en moldave

## Russe
- Lexique encyclopédique (Энциклопедический лексикон), 1834–1841, not finished, letters А–Д
- Dictionnaire de l'empire russe (Географическо-статистический словарь Российской Империи), 1863–1885
- Encyclopédie Brockhaus et Efron (Энциклопедический словарь Брокгауза и Ефрона, 1890–1906)
- Encyclopédie de l'animation russe et soviétique (en) (Энциклопедия отечественной мультипликации)
- Grande Encyclopédie soviétique (Большая Советская энциклопедия, БСЭ)
- Grande Encyclopédie russe (Большая Российская энциклопедия, БРЭ)
- Dictionnaire encyclopédique soviétique (en) (Советский Энциклопедический Словарь, СЭС)
- Wikipédia en russe (Русская Википедия)

## Serbe
- Encyclopedia of Yugoslavia (1955–1971) (Енциклопедија Југославије)
- General Encyclopedia of the Yugoslavian Lexicographical Institute (Opća enciklopedija Jugoslavenskog leksikografskog zavoda)
- Wikipédia en serbe (Википедија на српском језику)
- Vojna Enciklopedija (Војна Енциклопедија - Military Encyclopedia)
- Encyclopædia Britannica (concise edition, Serbian translation)
- Srpska Porodična Enciklopedija (Српска Породична Енциклопедија - Serbian Family Encyclopedia)
- Mala Prosvetina Enciklopedija (1985) (Мала Просветина Енциклопедија - Prosveta's Small Encyclopedia)

## Slovaque
- Slovenský náučný slovník
- Pyramída
- Encyklopédia Slovenska
- Encyclopaedia Beliana
- Všeobecný encyklopedický slovník
- Ottova všeobecná encyklopédia v dvoch zväzkoch
- Univerzum – všeobecná obrazová encyklopédia A - Ž
- Univerzum
- Wikipédia en slovaque

## Slovène
- Enciklopedija Slovenije
- Slovenski veliki leksikon (Mladinska knjiga, 2003 - 2005); 3 volumes:  (ISBN 86-11-14123-7),  (ISBN 86-11-15085-6),  (ISBN 86-11-16039-8)
- Wikipédia en slovène (slovenska Wikipedija)

## Suédois
- Nordisk familjebok (1876–1899 ; 2nd éd. 1904–1926)
- Nordisk familjebok (éditions 2-4 de 20+ volumes chacune, 1904–1957)
- Svensk uppslagsbok (2 éditions, 31 et 32 volumes, 1929–1955)
- Kunskapens bok (6 éditions, 8 ou 9 volumes chacune, 1937–1959)
- Focus (5 volumes, 1958–1960)
- Bra böckers lexikon (4 éditions de 25 volumes chacune, 1973–1995)
- Bonniers familjelexikon (20 volumes, 1983–1986)
- Bonniers konversationslexikon (2 éditions, 12 puis 15 volumes, 1922-1929 et 1937-1949)
- Nationalencyklopedin (20 volumes, 1989–1996)
- Lexikon 2000 (25 volumes, 1995)
- Susning.nu
- Wikipédia en suédois (Svenskspråkiga Wikipedia)
- Svenska uppslagsverk

## Tadjik
- Wikipédia en tadjik

## Tamoul
- Islamic Encyclopaedia (written by Abdul Raheem. En tamoul: இஸ்லாமியக் கலைக்களஞ்சியம்)
- Encyclopaedia of Herbs En tamoul: மூலிகைக் கலைக்களஞ்சியம்
- Wikipédia en tamoul

## Tchèque
- Riegrův de la naučný (11 volumes, 1860-1874, supplément vol. 1890)
- Ottův de la naučný de, 28 vol., 1888-1909, 12 volumes de suppléments., Ottův * slovník naučný nové doby (incomplète), 1930 à 1943)
- Malý de la naučný (2 volumes, 1925-1929)
- Masarykův s naučný (7 volumes, 1925-1933)
- Nový velký ilustrovaný slovník naučný (22 volumes, 1929-1934)
- Komenského de la naučný (10 volumes, 1937-1938)
- Masarykův s naučný (7 volumes, 1925-1933)
- Příruční slovník naučný (PSN, 4 volumes, 1962-1967)
- Malý encyklopedický slovník A-Ž (1 volume, 1972)
- Ilustrovaný encyklopedický slovník (IES, 3 volumes, 1980-1982)
- Malá Československá encklopedie (MCSE, 6 volumes, 1984-1987)
- Wikipédia en tchèque

## Thaï
- Thai Junior Encyclopedia. In Thai สารานุกรมไทยฉบับเยาวชน
- Wikipédia en thaï

## Turc
- Anabritannica
- Wikipédia en turc

## Turkmène
- Wikipédia en turkmène

## Ukrainien
- Encyclopedia of Modern Ukraine (Енциклопедія сучасної України)
- Encyclopedia of Ukrainian Studies (Енциклопедія українознавства)
- Ukrainian Small Encyclopedia (Українська мала енциклопедія)
- Ukrainian General Encyclopedia (Українська загальна енциклопедія)
- Encyclopedia of Ukrainian Diaspora (Енциклопедія української діаспори)
- Ukrainian Soviet Encyclopedia (Українська радянська енциклопедія)
- Ukrainian Soviet Encyclopedic Dictionary (Український радянський енциклопедичний словник)
- Universal Encyclopedic Dictionary (Універсальний словник-енциклопедія, 1999, last updated in 2006)
- Geographical Encyclopedia of Ukraine (Географічна енциклопедія України)
- Encyclopedia of History of Ukraine (Енциклопедія історії України)
- Encyclopedia of Cybernetics (Енциклопедія кібернетики)
- Mining Encyclopedia (Гірнича енциклопедія)
- Mining Encyclopediс Dictionary (Гірничий енциклопедичний словник)
- Pharmaceutical Encyclopedia (Фармацевтична енциклопедія)
- Medical Encyclopedia (Медична енциклопедія)
- Ukrainian Agricultural Encyclopedia (Українська сільськогосподарська енциклопедія)
- Encyclopedia of the Ukrainian Language (Енциклопедія "Українська мова")
- Encyclopedia of Literature Studies (Енциклопедія літературознавства)
- Ukrainian Literary Encyclopedia (Українська літературна енциклопедія)
- Encyclopedia of Education (Енциклопедія освіти)
- Encyclopedia of Psychology (Психологічна енциклопедія)
- Encyclopedia of Sociology (Соціологічна енциклопедія)
- Encyclopedia of Ecology (Екологічна енциклопедія)
- Legal Encyclopedia (Юридична енциклопедія)
- Shevchenko Encyclopedia (Шевченківська енциклопедія)
- Encyclopedic Dictionary of Astronomy (Астрономічний енциклопедичний словник)
- Encyclopedic Dictionary of Philosophy (Філософський енциклопедичний словник)
- Encyclopedic Dictionary of Political Science (Політологічний енциклопедичний словник)
- Ukrainian Pedagogical Encyclopedic Dictionary (Український педагогічний енциклопедичний словник)
- Ukrainian Diplomatic Encyclopedia (Українська дипломатична енциклопедія)
- Encyclopedia Leopoliensis (Енциклопедія Львова)
- Ternopil Encyclopedic Dictionary (Тернопільський енциклопедичний словник)
- Ukrainian Encyclopedia of Jazz (Українська енциклопедія джазу)
- Wikipédia en ukrainien (Українська Вікіпедія)

## Vietnamien
- Từ điển Bách khoa toàn thư Việt Nam
- Wikipédia en vietnamien